# Rivière des Galets (quartier)
Pour les articles homonymes, voir Rivière des Galets (homonymie).

Rivière des Galets est un lieu-dit de l'île de La Réunion, département d'outre-mer français dans le sud-ouest de l'océan Indien. Situé sur la rive droite du fleuve appelé Rivière des Galets, il constitue un quartier à cheval sur les communes du Port et de La Possession.

## Annexe